# 樊玉衡
樊玉衡（1549年—1624年），字以齊，一字欽之，號友軒、天山，湖廣黃州府黃岡縣人，明朝政治人物。

## 生平
萬曆十年（1582年）壬午科湖廣鄉試第三名。萬曆十一年（1583年）癸未科二百三十七名進士。礼部觀政，次年授廣信府推官，十七年行取，徵授江西道監察御史，十八年差印馬屯田。京察以浮躁，謫為無為州判官。隨後遷全椒縣知縣。萬曆二十六年（1598年），受妖書案牽連，請求册立皇太子，并舉行冠禮大婚，險被處死。經過大學士趙志臯等力救，永戍雷州衛。三十三年神宗奉上皇太后徽號，舉行大赦，免除充軍，候旨未歸。
明光宗即位，起為南京刑部主事，以年老退辭。天啓四年（1624年）命以太常寺少卿致仕。卒於家，年七十六。

## 著作
有《智品》13卷及《三諫草》、《海語自記》、《思斋记》、《了翁说》、《前後自讼》、《河漕臆说》等。

## 家族
曾祖樊模，封文林郎南京兵馬司指揮；祖父樊汝文；父樊煒，歲貢生。母李氏；繼母易氏。具庆下。弟樊玉衝、玉衢、玉銜、玉衜。子樊維城，萬曆四十七年進士。

## 延伸阅读
[在维基数据编辑]
 《明史卷二百三十三》，出自《明史》